# 金沢エンジニアリングシステムズ
株式会社金沢エンジニアリングシステムズ（英: Kanazawa Engineering Systems Co.,Ltd.）は、日本のソフトウェア開発企業である。略称KES（ケー・イー・エス）。

## 概要
商業登記上は商号を 株式会社金沢エンジニアリングシステムズ とし、本社を石川県金沢市朝霧台に、開発室を石川県金沢市もりの里に置く。北陸・金沢を拠点とし全国へ展開しているソフトウェアの設計、開発、製造を行う。組み込みソフトウェア開発、制御系アプリケーション開発を得意とする。

## 沿革
- 1988年6月 - 石川県金沢市にて設立。現社長と大学生アルバイト4人ではじめたベンチャー企業。最初の事務所は金沢大学工学部前のアパートの1室で、資本金は100万円。
- 1995年 - かつて銭湯だった建物を改装した「銭湯オフィス」へ入居。
- 1998年 - 石川県金沢市もりの里に自社ビルを設立。
- 2008年3月 - 石川県金沢市朝霧台に現在の新社屋を設立。

## 主な事業・製品

### 組み込みソフトウェア開発
ECU（エンジンコントロールユニット）、カーオーディオ、カーナビゲーション、車載バッテリー制御、液晶モニター、デジタル家電、FA用パネルコンピューター、画像処理システム、ICカード決済端末、PC周辺機器制御などのソフトウェアの受託開発を行なう。

### 自社製品
Super Sports MVP2000
画像処理技術を応用したゴルフのレッスンシステムである。

## 事業所

### 国内主要拠点
- 本社 - 〒920-1158 石川県金沢市朝霧台２丁目148番地
- 開発室 - 〒920-1167 石川県金沢市もりの里3丁目191番地

### 協力会社
- RENERGY SYSTEM.inc - （フィリピン） - レナジーシステム（軽油に無精製の廃食油を混合させて動かすシステム）の製造・販売会社